# Mousa Dembélé
Mousa Sidi Yaya Dembélé (Wilrijk, 16 juli 1987) is een voormalig Belgische voetballer van Malinese en Belgische afkomst die bij voorkeur op het middenveld speelde, maar ook uit de voeten kon als tweede aanvaller. Hij werd alom geroemd om zijn dribbelspel. Dembélé begon in 2004 bij Germinal Beerschot en vertrok naar Nederland om er te spelen voor Willem II en AZ Alkmaar, waarmee hij in 2009 de landstitel won. Vervolgens vertrok Dembélé richting de Premier League in Engeland als speler van Fulham FC en vooral Tottenham Hotspur, waar hij 6,5 seizoenen bleef. In de nadagen van zijn carrière speelde hij tot 2022 in China voor Guangzhou R&F. In oktober 2006 debuteerde Dembélé in het Belgisch voetbalelftal, waarmee hij in 2018 derde eindigde op het wereldkampioenschap in Rusland. Hij verzamelde in 12 jaar 82 caps, waarin hij 5 keer wist te scoren.

## Clubvoetbal

### Jeugd en Germinal Beerschot Antwerpen
Dembélé speelde in de jeugd voor Berchem Sport. De keuze voor Berchem kwam er veeleer toevallig. Moeder Tilly nam op woensdagnamiddag de kleine Mousa en zijn zus Assita vaak mee naar 'Het Rooi' om gewoon wat te spelen. Omdat Mousa altijd aan het voetballen was, ging ze aan een van de trainers die daar bezig waren vragen wat ze moest doen om haar zoon in te schrijven. Willy Ludikhuyze, de toenmalige trainer van de duiveltjes zag van dag één zijn talent. Daarna speelde hij in de gerenommeerde jeugdopleiding van Germinal Ekeren en later Germinal Beerschot Antwerpen, net als Jan Vertonghen, Toby Alderweireld, Thomas Vermaelen en Radja Nainggolan. Bij GBA werd hij opgeleid door gewezen toppers als Simon Tahamata en Danny Veyt, en steeds bij een oudere leeftijdscategorieën ingedeeld. " Tahamata bracht me de principes van de Hollandse School bij: lekker veel balgevoel ". De eerste zeven jaar deed hij ook zaalvoetbal. Een deel van zijn voetbal-DNA is terug te voeren op die uren pielen.
In het seizoen 2003/04 debuteerde hij op zeventienjarige leeftijd onder trainer Marc Brys het shirt van Germinal Beerschot Antwerpen tegen Charleroi. Hij mocht 7 minuten voor tijd invallen voor Daniel Cruz. Dit waren zijn enige minuten dat seizoen. In het seizoen 2004/05 mocht hij meermaals spelen voor de Antwerpse club. Toch bleef hij nog relatief anoniem. Op 28 mei 2005 speelde Germinal Beerschot de bekerfinale tegen Club Brugge. GBA won de wedstrijd met 1-2. Dembélé stond niet op het scheidsrechtersblad, maar speelde wel in de voorgaande wedstrijden van de bekercompetitie. Hij speelde uiteindelijk 31 wedstrijden voor de Antwerpse fusieclub, waarin hij 3 keer tot scoren kwam.

### Willem II
Omdat GBA destijds een satellietclub van Ajax was deed de Amsterdamse club een aanbod om hem voor de jeugd van Ajax te laten spelen. Dembélé koos echter voor het Tilburgse Willem II, waar hem meteen een plaats in het eerste elftal werd aangeboden. De Nederlanders kaapten hem weg voor 250.000 euro en gaven hem een contract van 3 seizoenen. Onder trainer Robert Maaskant kwam hij aanvankelijk weinig aan spelen toe, maar na de winterstop verdiende hij met zijn fantastische spel een basisplaats. Ondanks de slechte prestaties van het team draaide hij een goed seizoen. Hij scoorde dan ook negen doelpunten. De Belg was een van de weinige lichtpunten dat seizoen. Zijn fantastische spel leverden hem een transfer op, waardoor dit zijn enige seizoen in Tilburg bleef. Hij speelde 35 wedstrijden voor Willem II en scoorde daarin 9 keer.

### AZ Alkmaar
Vanaf het seizoen 2006/07 speelde Dembélé voor AZ uit Alkmaar, waar hij onder coach Louis van Gaal als linkerspits fungeerde. Ook Ajax, PSV, Feyenoord, het Spaanse Celta de Vigo en het Franse Monaco waren geïnteresseerd in de Belg. Zelfs Real Madrid kwam hem een aantal keren scouten via een tip van oud-speler Juan Lozano. Hij koos echter de weg van een geleidelijke groei. AZ betaalde ruim 5 miljoen euro aan Willem II en gaf hem een contract van 4 jaar. Hiervan was 15% van de totale transfersom (een slordige 750.000 euro dus) voor Germinal Beerschot. De nadruk ligt bij AZ op het technische en dat ligt Mousa meer. Hij moest er de concurrentie aangaan met de 32-jarige Sjota Arveladze. Hij vond er met aanvaller Stein Huysegems en middenvelder Maarten Martens twee landgenoten terug. In Nederland wordt hij vaak vergeleken met de jonge Patrick Kluivert. Dembélé speelde in zijn eerste seizoen bijna alle competitiewedstrijden. AZ leek op weg naar de landstitel, maar de club verspeelde die op de laatste speeldag aan PSV. Dit was de spannendste ontknoping in de eredivisie ooit. Daarna verloor AZ ook de play-offs voor Europees voetbal en de finale om de KNVB beker, beide van Ajax. Dembélé bracht AZ in de finale om de KNVB beker na twee minuten op voorsprong, maar AZ verloor nadat Klaas-Jan Huntelaar voor Ajax gelijk had gemaakt en Ajax het na verlenging in de penalty’s beter deed dan AZ. Na de bekerfinale merkte Jaap Stam op dat hij nooit tegen zo’n sterke jongen had gespeeld.
Het seizoen 2007/08 eindigde AZ als twaalfde in de competitie. Dembélé speelde net als het seizoen daarvoor bijna alle wedstrijden.
Het daaropvolgende seizoen 2008/09 begon voor AZ met twee nederlagen in de eerste twee wedstrijden tegen NAC Breda en ADO Den Haag. Vervolgens begon AZ te winnen en zich omhoog te werken op de ranglijst. Dembélé liep een knieblessure op die hem van oktober tot december uit de roulatie hield. Na die blessure stond AZ bovenaan de ranglijst. Het had concurrentie van Ajax, maar AZ bleef bovenaan staan en werd landskampioen. Dit was de eerste landstitel sinds 1981 en de tweede landstitel in de geschiedenis van de club. Hij had een belangrijk aandeel in de titel met zijn 10 goals. Met Mounir El Hamdaoui groeide Dembélé uit tot een onnavolgbaar circusduo 'MouMouMagic'. Dembélé liet zich toen al graag terugzakken naar het middenveld en slalomde als het even kon langs al zijn tegenstanders. Op het einde van het seizoen werd er rekening mee gehouden dat Dembélé de club zou verlaten om een stap hogerop te zetten. Uiteindelijk zou Dembélé in 148 wedstrijden voor de Noord-Hollandse club 33 doelpunten maken
Mousa Dembélé stond toen gekenmerkt als een diepe spits die vaak de ruimte indook en verdedigers voorbij liep alsof ze er niet stonden. Hij was moeilijk bij te houden en nog moeilijker af te stoppen. Ondanks de weinige doelpunten, maakte Dembélé meer dan één schitterende treffer in de Eredivisie. In de competitiewedstrijd tegen zijn ex-club Willem II dribbelde Dembelé vijf verdedigers plus de doelman volledig uit verband om de bal op zijn dooie eentje in het leegstaande doel te schuiven. De Nederlandse NOS-commentator Frank Snoeks van dienst ging uit zijn dak: 'Dit is niet mogelijk. Hij loopt over water. Mousa is gewoon Ti Ta Tovenaar!'

### Fulham FC
Dembélé werd op 12 augustus 2010 getransfereerd naar de Londense club Fulham van manager Mark Hughes, na 3 seizoenen gespeeld te hebben voor AZ. Hij tekende een contract tot medio 2013 bij de club uit de Premier League. Zijn nieuwe club betaalde een transfersom van ongeveer 5 miljoen pond (6,3 miljoen euro). Dembélé wou naar een topcompetitie en was op zoek naar een stabiele club. Een club waar hij uitzicht op speeltijd had. Natuurlijk was een echte topclub nog mooier, maar de kans op een basisplaats is daar kleiner. Ook Birmingham City en een aantal andere Engelse clubs hadden serieuze interesse in Dembélé.
Dembélé debuteerde op 22 augustus 2010 voor Fulham als invaller tegen Manchester United. Hij mocht 29 minuten meespelen. In zijn eerste wedstrijd als basisspeler maakte hij meteen zijn eerste goal. Dat was in de League Cup tegen Porte Vale. In dezelfde week stond hij voor het eerst in de basis in een competitiewedstrijd tegen Blackpool. Hij leverde meteen twee assists af. Op de vierde speeldag in de Premier League maakte hij 2 goals tegen Wolverhampton Wanderers op 11 september in een 2-1 overwinning. Daarna bleef hij even droog staan, maar tegen Tottenham Hotspur scoorde hij weer door na een dribbel vanaf de middenlijn af te ronden. Daarna duurde het tot 9 mei dat hij zijn derde competitiegoal zou scoren. Dat was in een uitwedstrijd tegen Liverpool die verloren ging met 5-2. Mousa Dembélé heeft er een prima eerste seizoen opzitten bij het Engelse Fulham waar hij binnen de kortste keren de publiekslieveling werd. Fulham plaatste zich ook voor Europees voetbal via de Fair Play-ranking van de UEFA. Op het einde van het seizoen was er interesse van Tottenham Hotspur, maar Fulham kon hem aan zijn lopende verbintenis houden.
In juni 2011 werd voor het seizoen 2011/12 de Nederlander Martin Jol aangesteld als nieuwe manager op Craven Cottage. Het duurde tot 2012 dat hij Mousa weg haalde uit de spits en besloot hem uit te spelen in een creatieve rol op het middenveld. Als aanvaller miste hij het pure killersinstinct. Voor een goalgetter voetbalde Dembélé veel te graag. Een echte spits houdt niet van de bal, maar van scoren. Op het middenveld was hij degene met de ideeën, het loopvermogen, maar ook de beste balveroveraar. Er is bijna geen middenvelder die zo makkelijk kan en durft te passeren op dat niveau. De uitstekende vista van Dembélé zorgde ervoor dat Fulham de strijd om het middenveld plots vaak ging domineren, waardoor het team boven zich uitsteeg. Dembélé ging op Craven Cottage achter de aanvallers Clint Dempsey en ex-Gentenaar Bryan Ruiz spelen. Op 29 oktober 2011 maakte hij zijn eerste doelpunt van het seizoen tegen [Wigan Athletic FC|Wigan Athletic]. Hij legde drie minuten voor tijd de 0-2 eindstand vast.
In het seizoen 2012/13 kwam Dembélé in zijn laatste contractjaar. Hij speelde nog 2 wedstrijden voor Fulham in de Premier League alvorens te vertrekken. Hij kwam 75 keer uit voor Fulham en wist daarin 7 keer te scoren.

### Tottenham Hotspur
Op 29 augustus 2012 maakte Dembélé de overstap naar Tottenham Hotspur dat 15 miljoen pond (19 miljoen euro) voor hem neertelde. Dat is het drievoud van wat Fulham in augustus 2010 aan AZ Alkmaar betaalde. Voor Fulham was het een record. Hij moest het vertrek van de Kroaat Luka Modrić naar Real Madrid helpen opvangen en stond al een tijdje op het verlanglijstje van de Portugese manager André Villas-Boas. Hij tekende er een contract van 5 seizoenen in Londen. Hij wordt er een ploegmaat van collega-Rode Duivel Jan Vertonghen. Dembélé wekte ook de interesse van topclubs als Real Madrid en Manchester United, maar Tottenham bleek het meest slagvaardig.
Hij scoorde tijdens zijn debuut op 1 september 2012 tegen Norwich City. De wedstrijd eindigde op een 1-1 gelijkspel. Op 21 februari 2013 scoorde hij tijdens de UEFA Europa League in de 90ste minuut de 1-1 tegen Olympique Lyon. Dankzij dit doelpunt kwalificeerde Tottenham zich voor de laatste 16 van de competitie.
Mousa Dembélé trotseerde het seizoen 2013/14 het feit dat men vraagtekens bij hem plaatste. Nooit eerder was hem dat overkomen. Zowel door André Villas-Boas bij Tottenham als door bondscoach Marc Wilmots bij de Rode Duivels werd al eens met hem geschoven. Hij verdween zelfs naar de bank. Eigenaardig genoeg keerde het tij in een rampzalige wedstrijd. Tim Sherwood, de opvolger van Villas-Boas maar die dag nog op de bank als tweede man, rukte zich de haren uit het hoofd bij de 0-5 op 15 december 2013 tegen Liverpool op White Hart Lane. Hij begreep toen dat Dembélé de enige was die voldoende 'wit' weerwerk bood tegen de dodelijke 'rode' counters. Hij was de onmisbare schakelspeler tussen zijn defensief en offensief compartiment. Na het ontslag van Villas-Boas op 16 december kreeg Dembélé meer verantwoordelijkheid. Op 1 januari 2014 kreeg hij voor zijn 'performance' op Old Trafford als omschrijving van Spurs TV mee: 'Outstanding tonight, unbelievable today. Magical Mousa is back'. Onder zijn regie versloeg Tottenham Manchester United. In Sint-James' Park zag Dembélé bij de 0-4 op Newcastle United 97% van zijn passes goed aankomen. Dat is van het "Xavi-Iniesta-gehalte".
Tijdens het seizoen 2016/17 deed Dembélé het uitstekend. Tottenham werd vicekampioen na Chelsea. Mousa Dembélé heeft daar een belangrijk aandeel in, want de statistieken wijzen uit dat de Belg de drijvende kracht is op het middenveld van Tottenham. Hij heeft hij zich ondertussen opgewerkt tot een van de sterkhouders. De middenvelder van Tottenham Hotspur is op zijn geheel eigen manier een onmisbare pion in de machine van manager Mauricio Pochettino. Statistieken aan dat de Belg tot de absolute top behoort in de Premier League. Zo heeft hij in de 20 wedstrijden die hij al speelde maar liefst 61 dribbels succesvol afgewerkt (op 71 pogingen), goed voor een succesratio van 86%. Hiermee doet hij ruim beter dan landgenoot Eden Hazard waarbij 78% van de dribbels geslaagd waren. Dembélé is met afstand de beste dribbelaar onder de middenvelders. De cijfers van Dembélé zijn eveneens indrukwekkend wanneer het op passes aankomt. 91% van de passes die van zijn voet vertrokken kwamen bij een teamgenoot aan. Daarmee deed hij beter dan passwonder Yaya Touré (Manchester City), Granit Xhaka (Arsenal), N'Golo Kanté (Chelsea) en Ander Herrera (Manchester United). Eind januari 2016 tekende Dembélé een nieuw langdurig contract tot 2019. Hij had nog een overeenkomst tot 2017. Er is sprake van een weekloon van 113.000 euro.
In de heenwedstrijd van de achtste finale van de Champions League was Dembélé fenomenaal tegen Juventus Turijn. Na 8 minuten stond Tottenham 2-0 achter na 2 goals van Gonzalo Higuain. Met een ijzersterke Dembélé op het middenveld knokten de bezoekers zich echter weer naast Juve. Het werd 2-2. In de terugwedstrijd werd met 1-2 verloren.
In het seizoen 2018/19 gaat Dembélé zijn laatste contractjaar in. Op 3 november 2018 loopt Dembélé in een 2-3 gewonnen duel tegen Wolverhampton Wanderers ineens mank en valt hij na enkele minuten uit met een enkelblessure. Hierdoor zou hij dat kalenderjaar niet meer spelen bij Tottenham Hotspur. Dit was achteraf bekeken ook de laatste wedstrijd dat hij voor Tottenham in actie zou komen. Tijdens de winterstop wil Tottenham hem uiteraard verpatsen, omdat zijn contract in juni afloopt en het anders niets meer aan hem verdient. Mousa zelf stuurde aan op een transfer naar een competitie die fysiek minder belastend is, omdat hij de voorbije jaren vaak met blessures sukkelde.
Mousa Dembélé speelde 6,5 jaar bij het Engelse Tottenham en klokte af op 249 wedstrijden voor het eerste elftal. Hierin maakte hij 10 doelpunten.

### Guangzhou R&F
Op 17 januari 2019 werd bekend dat Mousa Dembélé richting China trok om bij Guangzhou R&F FC in de Chinese Super League te gaan spelen. De trainer (voormalig Joegoslavisch international) Dragan Stojkovic drong aan op zijn komst. Aanvankelijk leek Dembélé op weg naar Beijing Guoan, maar die deal ging niet door. Met de transfer was ruim 11 miljoen pond gemoeid (omgerekend ruim 12 miljoen euro). Hij tekende er een contract van drie jaar dat hem jaarlijks ongeveer 9 miljoen euro zou opleveren. Hij werd ploegmaat van Zahavi.
Op 11 augustus 2021 speelde Dembélé zijn laatste match als profvoetballer. Een kwartier voor tijd moest hij tegen Henan Songshan Longmen (1-1) naar de kant. Guangzhou City bood Dembélé, wiens overeenkomst in China afliep op 31 december 2021, nog een contractverlenging aan. De Chinezen dachten dat het zou volstaan om hem langer in Azië te houden. Begin februari 2022 kondigde Dembélé aan definitief te stoppen met profvoetbal. Hij speelde 47 keer voor Guangzhou waarin hij één keer wist te scoren en vier assists afleverde.
Dembélé telt 587 wedstrijden op clubniveau. Hij scoorde 62 keer en gaf 49 assists.

## Clubstatistieken
| Seizoen         | Club               | Land               | Competitie      | Competitie | Competitie | Europees | Europees | Beker | Beker | Overig | Overig | Totaal | Totaal |
| Seizoen         | Club               | Land               | Competitie      | Wed.       | Dlp.       | Wed.     | Dlp.     | Wed.  | Dlp.  | Wed.   | Dlp.   | Wed.   | Dlp.   |
| --------------- | ------------------ | ------------------ | --------------- | ---------- | ---------- | -------- | -------- | ----- | ----- | ------ | ------ | ------ | ------ |
| 2003–04         | Germinal Beerschot | Vlag van België    | Eerste klasse   | 1          | 0          | –        | –        | 0     | 0     | –      | –      | 1      | 0      |
| 2004–05         | Germinal Beerschot | Vlag van België    | Eerste klasse   | 19         | 1          | –        | –        | 3     | 1     | –      | –      | 22     | 2      |
| Club totaal     | Club totaal        | Club totaal        | Club totaal     | 20         | 1          | –        | –        | 3     | 1     | –      | –      | 23     | 2      |
| 2005–06         | Willem II          | Vlag van Nederland | Eredivisie      | 33         | 9          | 2        | 0        | 1     | 0     | 3      | 1      | 39     | 10     |
| Club totaal     | Club totaal        | Club totaal        | Club totaal     | 33         | 9          | 2        | 0        | 1     | 0     | 3      | 1      | 39     | 10     |
| 2006–07         | AZ                 | Vlag van Nederland | Eredivisie      | 33         | 6          | 12       | 4        | 5     | 4     | 2      | 0      | 52     | 14     |
| 2007–08         | AZ                 | Vlag van Nederland | Eredivisie      | 33         | 4          | 6        | 1        | 1     | 0     | –      | –      | 40     | 5      |
| 2008–09         | AZ                 | Vlag van Nederland | Eredivisie      | 23         | 10         | –        | –        | 3     | 2     | 2      | 0      | 28     | 12     |
| 2009–10         | AZ                 | Vlag van Nederland | Eredivisie      | 29         | 4          | 6        | 0        | 1     | 2     | 4      | 0      | 40     | 6      |
| Club totaal     | Club totaal        | Club totaal        | Club totaal     | 118        | 24         | 24       | 5        | 10    | 8     | 8      | 0      | 160    | 37     |
| 2010-11         | Fulham             | Vlag van Engeland  | Premier League  | 24         | 3          | –        | –        | 4     | 2     | 0      | 0      | 28     | 5      |
| 2011-12         | Fulham             | Vlag van Engeland  | Premier League  | 36         | 2          | 7        | 0        | 2     | 0     | 0      | 0      | 45     | 2      |
| 2012-13         | Fulham             | Vlag van Engeland  | Premier League  | 2          | 0          | –        | –        | 0     | 0     | 0      | 0      | 2      | 0      |
| Club totaal     | Club totaal        | Club totaal        | Club totaal     | 62         | 5          | 7        | 0        | 6     | 2     | 0      | 0      | 75     | 7      |
| 2012-13         | Tottenham Hotspur  | Vlag van Engeland  | Premier League  | 32         | 1          | 10       | 1        | 2     | 0     | 0      | 0      | 44     | 2      |
| 2013-14         | Tottenham Hotspur  | Vlag van Engeland  | Premier League  | 27         | 1          | 9        | 1        | 4     | 0     | 0      | 0      | 40     | 2      |
| 2014-15         | Tottenham Hotspur  | Vlag van Engeland  | Premier League  | 26         | 1          | 7        | 0        | 6     | 0     | 0      | 0      | 39     | 1      |
| 2015-16         | Tottenham Hotspur  | Vlag van Engeland  | Premier League  | 29         | 3          | 4        | 1        | 2     | 0     | 0      | 0      | 35     | 4      |
| 2016-17         | Tottenham Hotspur  | Vlag van Engeland  | Premier League  | 30         | 1          | 6        | 0        | 3     | 0     | 0      | 0      | 39     | 1      |
| 2017-18         | Tottenham Hotspur  | Vlag van Engeland  | Premier League  | 23         | 0          | 6        | 0        | 5     | 0     | 0      | 0      | 34     | 0      |
| 2018-19         | Tottenham Hotspur  | Vlag van Engeland  | Premier League  | 1          | 0          | 0        | 0        | 0     | 0     | 0      | 0      | 1      | 0      |
| Club totaal     | Club totaal        | Club totaal        | Club totaal     | 212        | 12         | 41       | 3        | 22    | 0     | 0      | 0      | 232    | 10     |
| 2019            | Guangzhou City     | Vlag van China     | Super League    | 26         | 1          | –        | –        | 0     | 0     | –      | –      | 26     | 1      |
| 2020            | Guangzhou City     | Vlag van China     | Super League    | 13         | 0          | 0        | 0        | 0     | 0     | 0      | 0      | 13     | 0      |
| 2021            | Guangzhou City     | Vlag van China     | Super League    | 8          | 0          | 0        | 0        | 0     | 0     | 0      | 0      | 8      | 0      |
| Club totaal     | Club totaal        | Club totaal        | Club totaal     | 47         | 1          | –        | –        | 0     | 0     | –      | –      | 47     | 1      |
| Carrière Totaal | Carrière Totaal    | Carrière Totaal    | Carrière Totaal | 448        | 46         | 75       | 8        | 38    | 11    | 13     | 1      | 576    | 66     |

Laatst bijgewerkt op 16 november 2021.

## Interlandcarrière
Dembélé maakte zijn debuut op 20 mei 2006 tegen Slowakije nadat hij Luigi Pieroni verving. Hij maakte zijn eerste doelpunt als international in oktober 2006 tegen Azerbeidzjan. Dembélé maakte deel uit van de beloftenploeg die deelnam aan de Olympische Zomerspelen 2008 in Peking, waar hij twee keer scoorde tegen Italië en België als 4e eindigde. Hij deed mee op het wereldkampioenschap voetbal 2014 in Brazilië waar hij 2 wedstrijden speelde en België in de kwartfinale door Argentinië werd uitgeschakeld. Op het Europees kampioenschap voetbal 2016 in Frankrijk speelde hij 1 wedstrijd waar België in de kwartfinale door Wales werd uitgeschakeld. Op het wereldkampioenschap voetbal 2018 in Rusland speelde Dembélé vier wedstrijden, waaronder de met 2–0 gewonnen troostfinale tegen Engeland. Op 12 november 2019 kondigde Dembélé aan te stoppen als international.

## Interlands
| Interlands van Mousa Dembélé     | Interlands van Mousa Dembélé     | Interlands van Mousa Dembélé     | Interlands van Mousa Dembélé     | Interlands van Mousa Dembélé     | Interlands van Mousa Dembélé     |
| №                                | Datum                            | Wedstrijd                        | Uitslag                          | Soort Wedstrijd                  | Doelpunten                       |
| Als speler bij Willem II Tilburg | Als speler bij Willem II Tilburg | Als speler bij Willem II Tilburg | Als speler bij Willem II Tilburg | Als speler bij Willem II Tilburg | Als speler bij Willem II Tilburg |
| -------------------------------- | -------------------------------- | -------------------------------- | -------------------------------- | -------------------------------- | -------------------------------- |
| 1.                               | 20 mei 2006                      | Slowakije – België               | 1 – 1                            | Vriendschappelijk                | -                                |
| Als speler bij AZ                |                                  |                                  |                                  |                                  |                                  |
| 2.                               | 24 mei 2006                      | België – Turkije                 | 3 – 3                            | Vriendschappelijk                | -                                |
| 3.                               | 16 augustus 2006                 | België – Kazachstan              | 0 – 0                            | Kwalificatie EK 2008             | -                                |
| 4.                               | 6 september 2006                 | Armenië – België                 | 0 – 1                            | Kwalificatie EK 2008             | -                                |
| 5.                               | 7 oktober 2006                   | Servië – België                  | 1 – 0                            | Kwalificatie EK 2008             | -                                |
| 6.                               | 11 oktober 2006                  | België – Azerbeidzjan            | 3 – 0                            | Kwalificatie EK 2008             | 82'                              |
| 7.                               | 7 februari 2007                  | België – Tsjechië                | 0 – 2                            | Vriendschappelijk                | -                                |
| 8.                               | 22 augustus 2007                 | België – Servië                  | 3 – 2                            | Kwalificatie EK 2008             | 10' 88'                          |
| 9.                               | 12 september 2007                | Kazachstan – België              | 2 – 2                            | Kwalificatie EK 2008             | -                                |
| 10.                              | 13 oktober 2007                  | België - Finland                 | 0 – 0                            | Kwalificatie EK 2008             | -                                |
| 11.                              | 17 oktober 2007                  | België - Armenië                 | 3 – 0                            | Kwalificatie EK 2008             | 69'                              |
| 12.                              | 17 november 2007                 | Polen - België                   | 2 – 0                            | Kwalificatie EK 2008             | -                                |
| 13.                              | 21 november 2007                 | Azerbeidzjan - België            | 0 – 1                            | Kwalificatie EK 2008             | -                                |
| 14.                              | 26 maart 2008                    | België – Marokko                 | 1 – 4                            | Vriendschappelijk                | -                                |
| 15.                              | 30 mei 2008                      | Italië - België                  | 3 – 1                            | Vriendschappelijk                | -                                |
| 16.                              | 10 september 2008                | Turkije – België                 | 1 – 1                            | Kwalificatie WK 2010             | -                                |
| 17.                              | 11 oktober 2008                  | België - Armenië                 | 2 – 0                            | Kwalificatie WK 2010             | -                                |
| 18.                              | 11 februari 2009                 | België - Slovenië                | 2 – 0                            | Vriendschappelijk                | -                                |
| 19.                              | 28 maart 2009                    | België – Bosnië en Herzegovina   | 2 – 4                            | Kwalificatie WK 2010             | 66'                              |
| 20.                              | 1 april 2009                     | Bosnië en Herzegovina – België   | 2 – 1                            | Kwalificatie WK 2010             | -                                |
| 21.                              | 31 mei 2009                      | Japan – België                   | 4 – 0                            | Kirin Cup 2009                   | -                                |
| 22.                              | 12 augustus 2009                 | Tsjechië – België                | 3 – 0                            | Vriendschappelijk                | -                                |
| 23.                              | 5 september 2009                 | Spanje – België                  | 5 – 0                            | Kwalificatie WK 2010             | -                                |
| 24.                              | 9 september 2009                 | Armenië – België                 | 2 – 1                            | Kwalificatie WK 2010             | -                                |
| 25.                              | 10 oktober 2009                  | België – Turkije                 | 2 – 0                            | Kwalificatie WK 2010             | -                                |
| 26.                              | 14 oktober 2009                  | Estland – België                 | 2 – 0                            | Kwalificatie WK 2010             | -                                |
| 27.                              | 3 maart 2010                     | België – Kroatië                 | 0 – 1                            | Vriendschappelijk                | -                                |
| 28.                              | 3 mei 2010                       | België – Kroatië                 | 0 – 1                            | Vriendschappelijk                | -                                |
| Als speler bij Fulham            |                                  |                                  |                                  |                                  |                                  |
| 29.                              | 3 september 2010                 | België – Duitsland               | 0 – 1                            | Kwalificatie EK 2012             | -                                |
| 30.                              | 7 september 2010                 | Turkije – België                 | 3 – 2                            | Kwalificatie EK 2012             | -                                |
| 31.                              | 17 november 2010                 | Rusland - België                 | 0 – 2                            | Vriendschappelijk                | -                                |
| 32.                              | 25 maart 2011                    | Oostenrijk - België              | 0 – 2                            | Kwalificatie EK 2012             | -                                |
| 33.                              | 29 maart 2011                    | België - Azerbeidzjan            | 4 – 1                            | Kwalificatie EK 2012             | -                                |
| 34.                              | 07 oktober 2011                  | België - Kazachstan              | 4 – 1                            | Kwalificatie EK 2012             | -                                |
| 35.                              | 11 oktober 2011                  | Duitsland - België               | 3 – 1                            | Kwalificatie EK 2012             | -                                |
| 36.                              | 11 november 2011                 | België - Roemenië                | 2 – 1                            | Vriendschappelijk                | -                                |
| 37.                              | 15 november 2011                 | Frankrijk – België               | 0 – 0                            | Vriendschappelijk                | -                                |
| 38.                              | 29 februari 2012                 | Griekenland – België             | 1 – 1                            | Vriendschappelijk                | -                                |
| 39.                              | 2 juni 2012                      | Engeland – België                | 1 – 0                            | Vriendschappelijk                | -                                |
| 40.                              | 15 augustus 2012                 | België – Nederland               | 4 – 2                            | Vriendschappelijk                | -                                |
| Als speler bij Tottenham Hotspur |                                  |                                  |                                  |                                  |                                  |
| 41.                              | 7 september 2012                 | Wales – België                   | 0 – 2                            | Kwalificatie WK 2014             | -                                |
| 42.                              | 11 september 2012                | België – Kroatië                 | 1 – 1                            | Kwalificatie WK 2014             | -                                |
| 43.                              | 12 oktober 2012                  | Servië – België                  | 0 – 3                            | Kwalificatie WK 2014             | -                                |
| 44.                              | 16 oktober 2012                  | België – Schotland               | 2 – 0                            | Kwalificatie WK 2014             | -                                |
| 45.                              | 06 februari 2013                 | België - Slowakije               | 2 – 1                            | Vriendschappelijk                | -                                |
| 46.                              | 22 maart 2013                    | Macedonië – België               | 0 – 2                            | Kwalificatie WK 2014             | -                                |
| 47.                              | 26 maart 2013                    | België – Macedonië               | 1 – 0                            | Kwalificatie WK 2014             | -                                |
| 48.                              | 29 mei 2013                      | Verenigde Staten – België        | 2 – 4                            | Vriendschappelijk                | -                                |
| 49.                              | 07 juni 2013                     | België - Servië                  | 2 – 1                            | Kwalificatie WK 2014             | -                                |
| 50.                              | 14 augustus 2013                 | België - Frankrijk               | 0 – 0                            | Vriendschappelijk                | -                                |
| 51.                              | 06 september 2013                | Schotland - België               | 0 – 2                            | Kwalificatie WK 2014             | -                                |
| 52.                              | 11 oktober 2013                  | Kroatië - België                 | 1 – 2                            | Kwalificatie WK 2014             | -                                |
| 53.                              | 15 oktober 2013                  | België - Wales                   | 1 – 1                            | Kwalificatie WK 2014             | -                                |
| 54.                              | 14 november 2013                 | België – Colombia                | 0 – 2                            | Vriendschappelijk                | -                                |
| 55.                              | 19 november 2013                 | België – Japan                   | 2 – 3                            | Vriendschappelijk                | -                                |
| 56.                              | 1 juni 2014                      | Zweden – België                  | 0 – 2                            | Vriendschappelijk                | -                                |
| 57.                              | 7 juni 2014                      | België – Tunesië                 | 1 – 0                            | Vriendschappelijk                | -                                |
| 58.                              | 17 juni 2014                     | België – Algerije                | 2 – 1                            | WK 2014 groepsfase               | -                                |
| 59.                              | 26 juni 2014                     | Zuid-Korea – België              | 0 – 1                            | WK 2014 groepsfase               | -                                |
| 60.                              | 4 september 2014                 | België – Australië               | 2 – 0                            | Vriendschappelijk                | -                                |
| 61.                              | 12 november 2014                 | België – IJsland                 | 3 – 1                            | Vriendschappelijk                | -                                |
| 62.                              | 7 juni 2015                      | Frankrijk – België               | 3 – 4                            | Vriendschappelijk                | -                                |
| 63.                              | 29 maart 2016                    | Portugal – België                | 2 – 1                            | Vriendschappelijk                | -                                |
| 64.                              | 28 mei 2016                      | Zwitserland – België             | 1 – 2                            | Vriendschappelijk                | -                                |
| 65.                              | 5 juni 2016                      | België – Noorwegen               | 3 – 2                            | Vriendschappelijk                | -                                |
| 66.                              | 18 juni 2016                     | België – Ierland                 | 3 – 0                            | Groepsfase EK 2016               | -                                |
| 66.                              | 1 september 2016                 | België – Spanje                  | 0 – 2                            | Vriendschappelijk                | -                                |
| 68.                              | 25 maart 2017                    | België – Griekenland             | 1 – 1                            | Kwalificatie WK 2018             | -                                |
| 69.                              | 28 maart 2017                    | Rusland – België                 | 3 – 3                            | Vriendschappelijk                | -                                |
| 70.                              | 31 augustus 2017                 | België – Gibraltar               | 9 – 0                            | Kwalificatie WK 2018             | -                                |
| 71.                              | 3 september 2017                 | Griekenland – België             | 1 – 2                            | Kwalificatie WK 2018             | -                                |
| 72.                              | 10 november 2017                 | België – Mexico                  | 3 – 3                            | Vriendschappelijk                | -                                |
| 73.                              | 14 november 2017                 | België – Japan                   | 1 – 0                            | Vriendschappelijk                | -                                |
| 74.                              | 27 maart 2018                    | België – Saoedi-Arabië           | 4 – 0                            | Vriendschappelijk                | -                                |
| 75.                              | 2 juni 2018                      | België – Portugal                | 0 – 0                            | Vriendschappelijk                | -                                |
| 76.                              | 11 juni 2018                     | België – Costa Rica              | 4 – 1                            | Vriendschappelijk                | -                                |
| 77.                              | 18 juni 2018                     | België – Panama                  | 3 – 0                            | WK 2018 groepsfase               | -                                |
| 78.                              | 28 juni 2018                     | Engeland – België                | 0 – 1                            | WK 2018 groepsfase               | -                                |
| 79.                              | 10 juli 2018                     | Frankrijk – België               | 1 – 0                            | WK 2018 halve finale             | -                                |
| 80.                              | 14 juli 2018                     | België – Engeland                | 2 – 0                            | WK 2018 troostfinale             | -                                |
| 81.                              | 7 september 2018                 | Schotland – België               | 0 – 4                            | Vriendschappelijk                | -                                |
| 82.                              | 11 september 2018                | IJsland – België                 | 0 – 4                            | UEFA Nations League 2018/19      | -                                |
| Totaal                           | Totaal                           | Totaal                           | Totaal                           | Totaal                           | 5                                |

Bijgewerkt t.e.m. 11 september 2018

## Trivia
- Ryan Sanusi is zijn neef.
- Zijn voornaam was Moussa maar bij het verlengen van zijn paspoort werd het verkeerdelijk als Mousa genoteerd. Sindsdien gebruikt hij officieel die schrijfwijze.[26][27]
- In 2018 bij individuele interviews met spelers van Tottenham Hotspur verkozen ze allemaal telkens Dembélé als beste speler van de club.[28]

## Erelijst
| Kampioen Eredivisie  | 1x | 2008/09 |
| Johan Cruijff Schaal | 1x | 2009    |

| Wereldkampioenschap voetbal | Brons | 2018 |